# ویروس اوریون
ویروس اوریون یا گوشک از خانواده paramyxovirus و عامل شناخته شده بیماری اوریون است. اوریون بیماری شایع دوران کودکی است که با تورم غدد پاروتید و دیگر بافت‌های اپیتلیال، باعث ناخوشی و در برخی موارد عوارض جدی تر از قبیل ناشنوایی می‌شود. به طور معمول این بیماری محدود به انسان است و ویروس از طریق تماس مستقیم، گسترش قطرات، یا اشیاء آلوده منتقل می‌شود.